# John Howard Davies
John Howard Davies (* 9. März 1939 in London, England; † 22. August 2011 in Blewbury, Oxfordshire) war ein britischer Schauspieler, Fernsehregisseur und -produzent.

## Leben
John Howard Davies Vater war der Drehbuchautor Jack Davies (1913–1994).
Davies spielte unter anderem unter der Regie von David Lean im Jahre 1948 die Titelrolle in Oliver Twist an der Seite von Alec Guinness.
Zuletzt arbeitete er als Produzent und produzierte viele Folgen der Serien Mr. Bean und Monty Python’s Flying Circus. Davies war insgesamt sieben Mal für den BAFTA TV Award nominiert, 1976 wurde er mit diesem ausgezeichnet.
John Howard Davies starb im Alter von 72 Jahren an den Folgen einer Krebserkrankung am 22. August 2011 in Blewbury, Oxfordshire, England.

## Filmografie (Auswahl)
Schauspieler
- 1948: Oliver Twist
- 1951: Der wunderbare Flimmerkasten (The Magic Box)
- 1958: William Tell (Fernsehserie, zwei Folgen)

Regisseur
- 1969: Monty Python’s Flying Circus (Fernsehserie)
- 1975: Fawlty Towers (Fernsehserie)
- 1990: No Job for a Lady (Fernsehserie)
- 1990: Mr. Bean (Fernsehserie)

Produzent
- 1967: The Very Merry Widow (Fernsehserie)
- 1969: Monty Python’s Flying Circus (Fernsehserie, vier Folgen)
- 1990–1992: No Job for a Lady (Fernsehserie, 18 Folgen)
- 1994: Law and Disorder (Fernsehserie, sechs Folgen)